# Agabus (religie)

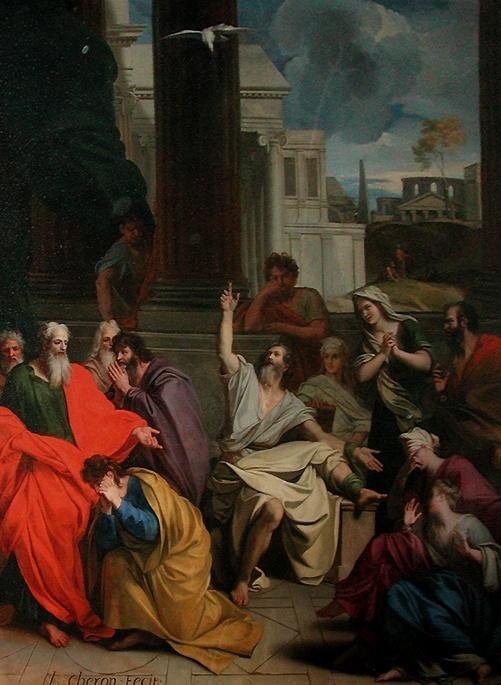
De profetie van Agabus door Louis Cheron (Notre-Dame van Parijs)

Agabus (Grieks: Ἄγαβος) was een "profeet", traditioneel omschreven als een van de zeventig discipelen van Christus. In Antiochië voorspelde hij een hongersnood (Handelingen 11:27, 28). Zijn bezoek vond plaats in de winter van 43-44. De christenen aldaar zonden vervolgens hulpgoederen naar de broeders in Judea. De hongersnood kwam in de jaren erna, met een climax in 46.
Jaren later ontmoette hij Paulus te Caesarea, en waarschuwde hem dat hij te Jeruzalem aan handen en voeten gebonden zou worden (Handelingen 21:10-12).